# Andreas Zuber
Andreas "Andi" Zuber, född 9 oktober 1983 i Judenburg, Österrike, är en österrikisk racerförare som tävlar med Förenade Arabemiratisk licens.

## Racingkarriär
Zuber tävlade i GP2 2008 för Minardi Piquet Sports.